# Exallopus cropion
Exallopus cropion är en ringmaskart som beskrevs av Jumars 1974. Exallopus cropion ingår i släktet Exallopus och familjen Dorvilleidae. Inga underarter finns listade i Catalogue of Life.